# Nadieżda Myśkiw
Nadieżda Myśkiw (ros. Надежда Мыськив, ur. 7 marca 1988 w Chabarowsku) – rosyjska piłkarka grająca na pozycji obrońcy, zawodniczka Zorkij Krasnogorsk i reprezentacji Rosji, uczestniczka Mistrzostw Europy w Piłce Nożnej Kobiet 2009.